# Ana Collado Jiménez
Ana Collado Jiménez (ur. 8 lutego 1984 w Ávili) – hiszpańska polityk, posłanka do Parlamentu Europejskiego IX kadencji.

## Życiorys
Kształciła się m.in. na studiach doktoranckich na Uniwersytecie Complutense w Madrycie. Pracowała jako badaczka w fundacji FAES i w gabinecie przewodniczącego Partii Ludowej. Była też nauczycielką akademicką na UCM. W latach 2012–2016 pełniła funkcję doradczyni ministra edukacji, kultury i sportu. Następnie do 2019 wchodziła w skład egzekutywy madryckiego dystryktu Chamartín. Następnie pracowała w sektorze prywatnym, była też sekretarzem panelu ekspertów w Fundación para el Conocimiento madri+d.
W 2021 i 2023 wybierana w skład regionalnego parlamentu Wspólnoty Madrytu. We wrześniu 2023 objęła wakujący mandat eurodeputowanej IX kadencji, dołączając do frakcji Europejskiej Partii Ludowej.